# Sehol X8
Sehol X8 — среднеразмерный кроссовер, выпускаемый китайской компанией JAC Motors под брендом Sehol с 2020 года.

## Описание
О производстве Sehol X8 было объявлено в мае 2020 года. Официально автомобиль был представлен в Чэнду в июле 2020 года. Продажи начались в октябре 2020 года.
Автомобиль оснащён четырёхцилиндровым двигателем внутреннего сгорания объёмом 1,5 литра, мощностью 184 л. с. Двигатель сочетается в паре с шестиступенчатой механической или бесступенчатой трансмиссией. В иерархии автомобиль занимает промежуток между Sehol X7 и Sehol A5.

## Sehol X8 Plus
Автомобиль Sehol X8 Plus выпускается с июля 2022 года. В отличие от базовой модели, у автомобиля полностью изменены передняя и задняя часть. Длина увеличена на 10 мм.
- Вид спереди
- Вид сзади
- Место водителя